# سانیدوئس
سانیدوئس (به انگلیسی: Llanidloes)  (تلفظ ولزی: [ɬanˈɪdlɔɨs]) یک شهرک در ولز است که در پویس واقع شده‌است. سانیدوئس ۲٬۹۲۹ نفر جمعیت دارد.

## خواهرخوانده
شهر Derval خواهرخواندهٔ سانیدوئس هست.

## نگارخانه

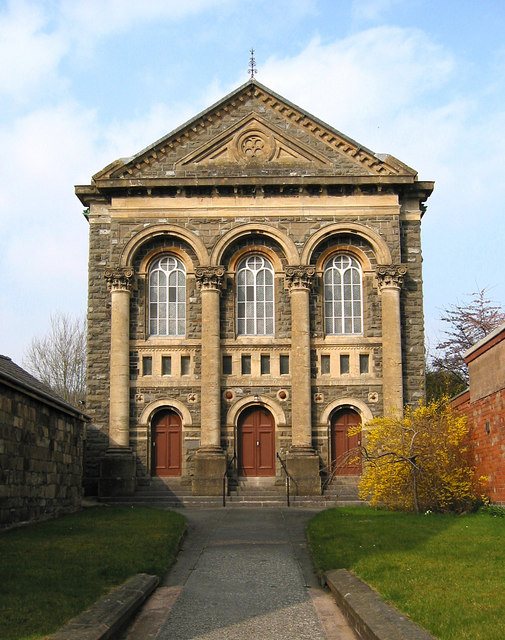
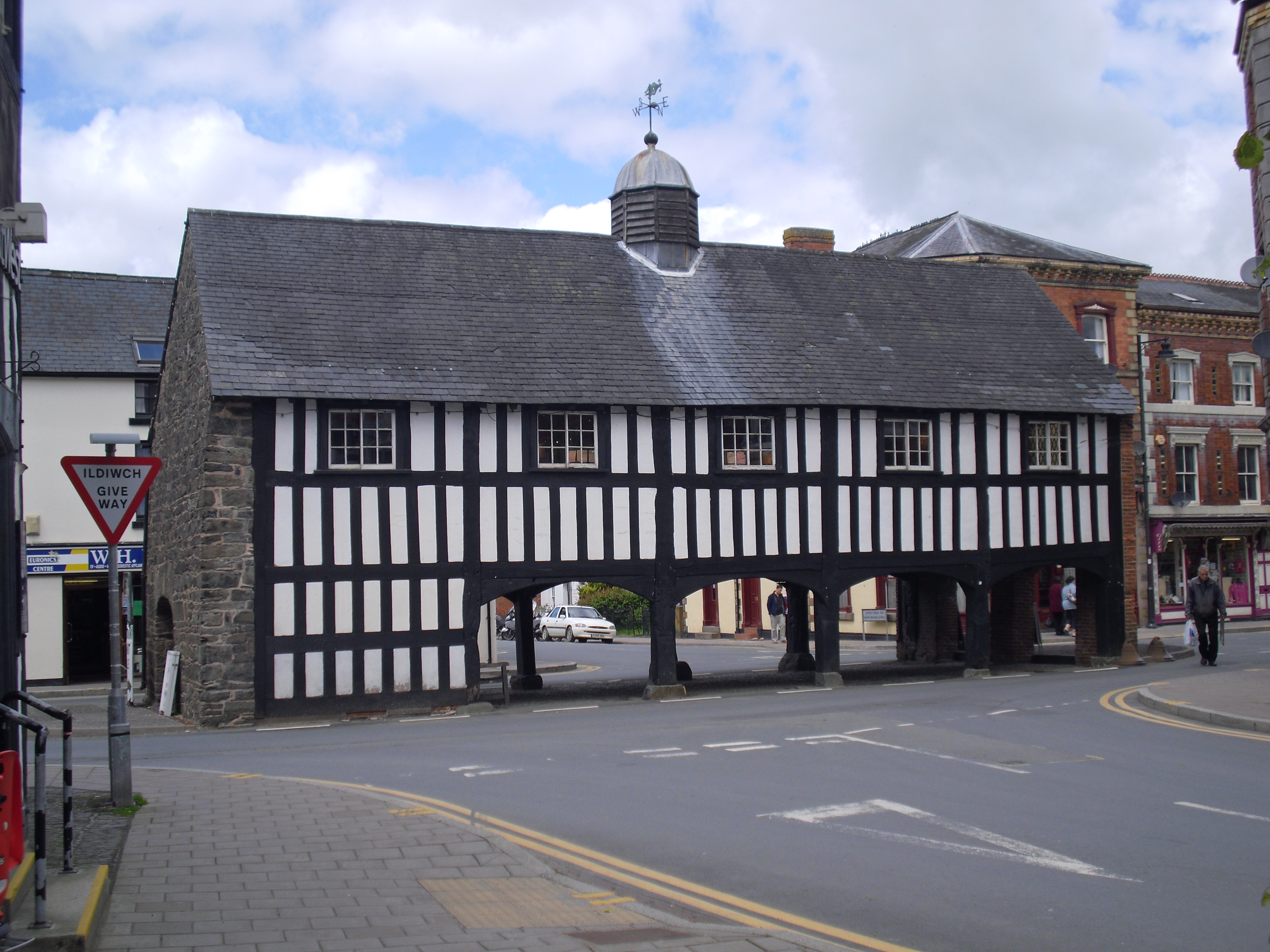